# Кодрон C.440
Кодрон C.440 (Галеб) (фр. Caudron C.440 Goéland) или авиони Кодрон серије С440 (од С440 до С449) су француски, двомоторни нискокрилци претежно дрвене конструкције, које је развила и производила фирма Кодрон Аероплани (фр. Société des avions Caudron) од 30-их до 50-их година 20. века.

## Пројектовање и развој
Радови на пројектовању и изради прототипа авиона Кодрон C.440 су окончани крајем 1934. године, а испитивање је завршено крајем 1934. и почетком 1935. године. Главни пројектант је био инжењер Марсел Рифард (фр. Marcel Riffard), а пробни пилот Рејмонд Делмоте (фр. Reymond Delmotte). Авион је био намењен за транспорт људи и материјала, курирску службу, пренос поште и за обуку пилота. Структура трупа авиона је углавном била од дрвета, оплата од шперплоча, изузев носног дела и горњих површина, што је било обложено са металним лимом. Доњака крила, у пределу моторских гондола, два линијска мотора Рено, такође је обложена металном оплатом. У гондолама мотора, уграђени су виљушкасте увлачеће главне ноге стајних органа.
У кабини авиона има места за 6 путника и два члана посаде. Пилоти седе један поред другог, с тим што копилот има функцију и радио-телеграфисте. Поред путника у репу авиона има места за смештај пртљага и простор за тоалет. У току животног века овог авиона урађене су многобројне модификације у циљу побошања квалитета и употребне вредности авиона.

## Оперативно коришћење
Укупно је произведено око 1500 авиона свих верзија почев од С.440 до С.449. Авион Кодрон серије С.440 је прављен како за цивилне тако и за војне потребе. Мада се варијанте међусобно мало разликују, промене су углавном на моторима, али има код неких варијанти и промена у структури авиона.  Најмасовније су се радиле варијанте С.445; С.445М и С.449. Због неуобичајеног начина означавања (свака модификација је добијала други број) може се стећи утисак да су то различити типови авиона, међутим, то је један тип авиона. Након Другог светског рата настављена је производња авиона С.449 у оквиру кога су варијанте добијале додатне ознаке С.449/1с, С.449/2с, С.449/3с итд. Када је извршена национализација фирме која је производила ове авионе, авион С.449 добио је нову ознаку АА.1. Авион Кодрон С.449 је био најпопуларнији транспортни авион између два рата због свог квалитета и економичности, тако да је његова производња настављена и након капитулирања Француске, с тим што су се тада они производили за Луфтханзу и Луфтвафе. Овај авион држи још два рекорда: произведен је у највећем броју примарака између два рата у својој категорији и био је у експлоатацији дуже од 20 година. Поред тога што је масовно коришћен у француској цивилној и војној транспортној авијацији, коришћен је и у Аргентини, Белгији, Бугарској, Немачкој, Словачкој, Шпанији и Југославији (Аеропут).
У Аеропуту је 1936. године био изнајмљен један авион С.441 који је након пристизања два купљена авиона С.449 са 7 путничких места 1937. године, враћен Французима. Један од ових авиона је поломљен маја 1939. године приликом обуке пилота, а друге авионе су заробили Немци априла 1941. године.

### Варијанте авиона
Варијанте су следеће: 
- С.440 (прототип);
- С.441; С.444; С.445; С.445М; С.445Р (повећан долет);
- ; ; ;  (санитет);
- ; (најмасовније произведени авиони).

## Особине авиона Кодрон.449

### Опште карактеристике
- Мотор - 2 x Рено (фр. Renault) линијски 6Q од 240 КС сваки,
- Елиса - двокрака,
- Капацитет - носивост 3.500kg (6 до 8 путника и 800kg терета).

### Перформансе
- Максимална брзина - 300
- Путна брзина - 260
- Брзина пењања - 220
- Највећи долет - 1.000
- Плафон лета - 7.000 m.

## Земље које су користиле овај авион
| - Аргентина - Белгија - Бугарска - Француска - Трећи рајх - Шпанија (Друга шпанска република) - Шпанија (1939-1945) - Словачка - Југославија |